# Nathan Dyer
Nathan Antone Jonah Dyer (Trowbridge, 29 novembre 1987) è un ex calciatore inglese, di ruolo attaccante.

## Carriera
Nei primi anni di carriera di carriera dopo un breve prestito al Burnley gioca dal 2005 al 2008 per il Southampton per il quale colleziona 61 presenze e 3 gol.
Dopo un ulteriore prestito allo Sheffield United,nell'estate 2009 si trasferisce allo Swansea City nel quale diviene un pilastro della squadra, con cui vince la Football League Cup 2012-2013 e fino all'estate 2015 colleziona ben 234 presenze in campionato condite da 23 gol.
Nell'estate 2015 si trasferisce in prestito al Leicester City.Trova il primo gol nella stagione 2015-16 il 13 settembre 2015 con l'ultimo gol della vittoria per 3 a 2 al Leicester City Stadium contro l'Aston Villa. Nella stessa stagione il 2 maggio grazie al pareggio per 2-2 del Tottenham secondo in classifica contro il Chelsea, che segue il pareggio del giorno prima dei Foxes contro il Manchester United per 1-1, si laurea campione d'Inghilterra 2015-2016 con il Leicester City.

## Statistiche
Statistiche aggiornate al 22 maggio 2025.
| Stagione           | Squadra            | Campionato         | Campionato | Campionato | Coppe nazionali | Coppe nazionali | Coppe nazionali | Coppe continentali | Coppe continentali | Coppe continentali | Altre coppe | Altre coppe | Altre coppe | Totale | Totale | Totale |
| Stagione           | Squadra            | Comp               | Pres       | Reti       | Comp            | Pres            | Reti            | Comp               | Pres               | Reti               | Comp        | Pres        | Reti        | Pres   | Reti   |        |
| ------------------ | ------------------ | ------------------ | ---------- | ---------- | --------------- | --------------- | --------------- | ------------------ | ------------------ | ------------------ | ----------- | ----------- | ----------- | ------ | ------ | ------ |
| ago.-set. 2005     | Southampton        | FLC                | 1          | 0          | FACup+CdL       | 0+2             | 0+1             | -                  | -                  | -                  | -           | -           | -           | 3      | 1      |        |
| set.-dic. 2005     | Burnley            | FLC                | 5          | 2          | FACup+CdL       | 0+0             | 0+0             | -                  | -                  | -                  | -           | -           | -           | 5      | 2      |        |
| gen.-giu. 2006     | Southampton        | FLC                | 16         | 0          | FACup+CdL       | 3+0             | 0+0             | -                  | -                  | -                  | -           | -           | -           | 19     | 0      |        |
| 2006-2007          | Southampton        | FLC                | 18         | 0          | FACup+CdL       | 0+3             | 0+1             | -                  | -                  | -                  | -           | -           | -           | 21     | 1      |        |
| 2007-2008          | Southampton        | FLC                | 17         | 1          | FACup+CdL       | 0+1             | 0+0             | -                  | -                  | -                  | -           | -           | -           | 18     | 1      |        |
| ago.-set. 2008     | Southampton        | FLC                | 4          | 0          | FACup+CdL       | 0+1             | 0+0             | -                  | -                  | -                  | -           | -           | -           | 5      | 0      |        |
| Totale Southampton | Totale Southampton | Totale Southampton | 56         | 1          |                 | 10              | 2               |                    | -                  | -                  |             | -           | -           | 66     | 3      |        |
| set.-dic. 2008     | Sheffield Utd      | FLC                | 7          | 1          | FACup+CdL       | 0+0             | 0+0             | -                  | -                  | -                  | -           | -           | -           | 7      | 1      |        |
| gen.-giu. 2009     | Swansea City       | FLC                | 17         | 2          | FACup+CdL       | 4+0             | 1+0             | -                  | -                  | -                  | -           | -           | -           | 21     | 3      |        |
| 2009-2010          | Swansea City       | FLC                | 40         | 2          | FACup+CdL       | 0+2             | 0+0             | -                  | -                  | -                  | -           | -           | -           | 42     | 2      |        |
| 2010-2011          | Swansea City       | FLC                | 46+3       | 2          | FACup+CdL       | 1+2             | 0+0             | -                  | -                  | -                  | -           | -           | -           | 52     | 2      |        |
| 2011-2012          | Swansea City       | PL                 | 34         | 5          | FACup+CdL       | 2+0             | 1+0             | -                  | -                  | -                  | -           | -           | -           | 36     | 6      |        |
| 2012-2013          | Swansea City       | PL                 | 37         | 3          | FACup+CdL       | 2+5             | 0+3             | -                  | -                  | -                  | -           | -           | -           | 44     | 6      |        |
| 2013-2014          | Swansea City       | PL                 | 27         | 6          | FACup+CdL       | 1+0             | 0+0             | UEL                | 9                  | 0                  | -           | -           | -           | 37     | 6      |        |
| 2014-2015          | Swansea City       | PL                 | 32         | 3          | FACup+CdL       | 2+3             | 1+1             | -                  | -                  | -                  | -           | -           | -           | 37     | 5      |        |
| ago. 2015          | Swansea City       | PL                 | 1          | 0          | FACup+CdL       | 0+1             | 0+1             | -                  | -                  | -                  | -           | -           | -           | 2      | 1      |        |
| 2015-2016          | Leicester City     | PL                 | 12         | 1          | FACup+CdL       | 2+0             | 0+0             | -                  | -                  | -                  | -           | -           | -           | 14     | 1      |        |
| 2016-2017          | Swansea City       | PL                 | 8          | 0          | FACup+CdL       | 1+1             | 0+0             | -                  | -                  | -                  | -           | -           | -           | 10     | 0      |        |
| 2017-2018          | Swansea City       | PL                 | 24         | 0          | FACup+CdL       | 6+0             | 3+0             | -                  | -                  | -                  | -           | -           | -           | 30     | 3      |        |
| 2018-2019          | Swansea City       | FLC                | 22         | 2          | FACup+CdL       | 2+0             | 1+0             | -                  | -                  | -                  | -           | -           | -           | 24     | 3      |        |
| 2019-2020          | Swansea City       | FLC                | 10         | 1          | FACup+CdL       | 1+1             | 0+0             | -                  | -                  | -                  | -           | -           | -           | 12     | 1      |        |
| Totale Swansea     | Totale Swansea     | Totale Swansea     | 298+3      | 26         |                 | 37              | 12              |                    | 9                  | 0                  |             | -           | -           | 347    | 38     |        |
| Totale carriera    | Totale carriera    | Totale carriera    | 381        | 31         |                 | 49              | 14              |                    | 9                  | 0                  |             | -           | -           | 439    | 45     |        |

## Palmarès
- Coppa di Lega inglese: 1

Swansea: 2012-2013
- Campionato inglese: 1

Leicester: 2015-2016